# Course aux points masculine aux Jeux olympiques d'été de 1992
Navigation
Séoul 1988 Atlanta 1996
La course aux points masculine est l'une des sept compétitions de cyclisme sur piste aux Jeux olympiques de 1992. Elle a lieu sur 30 kilomètres pour le premier tour et 50 kilomètres pour la finale.

## Premier tour (28 juillet)
Les 12 premiers coureurs de chaque course se qualifient pour la finale. Les autres coureurs sont éliminés.

### 1resérie
| Rang | Coureur éliminé  | Pays               |
| ---- | ---------------- | ------------------ |
| 13   | James Carney     | États-Unis         |
| 14   | Fernando Louro   | Brésil             |
| 15   | Weng Yu-Yi       | Taipei chinois     |
| AB   | Nigel Neil Lloyd | Antigua-et-Barbuda |
| AB   | Dušan Popeskov   | Équipe unifiée     |
| AB   | Scott Richardson | Afrique du Sud     |
| AB   | Aubrey Richmond  | Guyana             |

### 2esérie
| Rang | Coureur éliminé     | Pays         |
| ---- | ------------------- | ------------ |
| 13   | Park Min-su (en)    | Corée du Sud |
| 14   | Arnolds Udris       | Lettonie     |
| 15   | Miguel Droguett     | Chili        |
| 16   | Gabriel Aynat       | Espagne      |
| 17   | Georgios Portelanos | Grèce        |
| 18   | John Malois         | Canada       |
| AB   | Majid Naseri        | Iran         |
| NP   | Craig Merren        | Îles Caïmans |

## Finale (31 juillet)
| Rang                                | Coureur             | Pays              | Points  |
| ----------------------------------- | ------------------- | ----------------- | ------- |
| Médaille d'or, Jeux olympiques      | Giovanni Lombardi   | Italie            | 44      |
| Médaille d'argent, Jeux olympiques  | Léon van Bon        | Pays-Bas          | 43      |
| Médaille de bronze, Jeux olympiques | Cédric Mathy        | Belgique          | 41      |
| 4                                   | Glenn McLeay (en)   | Nouvelle-Zélande  | 30      |
| 5                                   | Lubor Tesař         | Tchécoslovaquie   | 30      |
| 6                                   | Éric Magnin         | France            | 24      |
| 7                                   | Guido Fulst         | Allemagne         | 24      |
| 8                                   | Andreas Aeschbach   | Suisse            | 23      |
| 9                                   | Franz Stocher       | Autriche          | 18      |
| 10                                  | Erminio Suárez      | Argentine         | 16      |
| 11                                  | Hiroshi Daimon      | Japon             | 14      |
| 12                                  | Wojciech Pawlak     | Pologne           | 12      |
| 13                                  | Conrado Cabrera     | Cuba              | 12      |
| 14                                  | José Youshimatz     | Mexique           | 11      |
| 15                                  | Dan Frost           | Danemark          | 7       |
| 16                                  | José Velásquez      | Colombie          | 6       |
| 17                                  | Patrick Matt        | Liechtenstein     | 5       |
| 18                                  | Simon Lillistone    | Grande-Bretagne   | 5       |
| 19                                  | Gene Samuel         | Trinité-et-Tobago | 4       |
| 20                                  | Wenkai Li           | Chine             | 1       |
| 21                                  | Murugayan Kumaresan | Malaisie          | 0       |
| —                                   | Stephen McGlede     | Australie         | Abandon |
| —                                   | Miklós Somogyi      | Hongrie           | Abandon |
| —                                   | Vasyl Yakovlev      | Équipe unifiée    | Abandon |

## Sources
- Le rapport officiel des JO 1992 (volume 5), p.159 et p.160